# Piatnik
Piatnik är ett känt pusselmärke från Österrike. Piatnik grundades 1824 av Ferdinand Piatnik. Huvudtillverkningen idag ligger i Wien och man producerar även kortlekar och spel.